# Cristoforo di Baviera
Cristoforo di Baviera (Neumarkt in der Oberpfalz, 26 febbraio 1418 – Helsingborg, 6 gennaio 1448), noto anche con il suo titolo danese come Christoffer III af Bayern, in norvegese come Kristoffer av Bayern e in svedese come Kristofer av Bayern, fu re dell'unione di Danimarca, Norvegia (1440-1448), e Svezia (1441-1448).

## Biografia
Cristoforo era figlio del conte Giovanni del Palatinato-Neumarkt e di Caterina Vratislava, sorella di Eric di Pomerania. Il conte Giovanni era figlio di Re Ruprecht del Palatinato. Nel 1445 sposò Dorotea di Brandeburgo (1430-25 novembre 1495).
In quanto nipote di Eric di Pomerania, Cristoforo, che pure era poco familiare con le condizioni della Scandinavia, venne scelto dalla nobiltà danese come successore dello zio, prima come reggente dal 1439, e quindi come re dal 1440. Probabilmente doveva essere solo un fantoccio, comunque riuscì a mantenere una qualche autonomia. Nel complesso il suo regno, secondo le politiche della nobiltà e della sua successione, può essere considerato l'inizio del lungo periodo di equilibrio tra l potere reale e la nobiltà, che durò fino al 1660. Per concessione venne successivamente riconosciuto re anche in Svezia e Norvegia.
Nel 1441 Cristoforo represse una grande rivolta contadina nello Jutland Settentrionale (uno degli eventi interni centrali del suo breve regno) e complessivamente il suo regno significò una crescente soppressione dei contadini, in particolare nella Danimarca Orientale. D'altra parte egli cercò di appoggiare le città e i loro mercanti, nei limiti di quanto la nobiltà e le città anseatiche gli permisero. Durante il suo regno Copenaghen poté finalmente dirsi diventata la capitale della Danimarca (statuto municipale del 1443).
Cristoforo portò avanti una incerta politica di guerra e negoziati nei confronti di suo zio esiliato nel Gotland, probabilmente allo scopo di indebolire l'insoddisfazione della Svezia e della Lega Anseatica. I risultati di questa politica di equilibrio non erano ancora stati raggiunti quando morì improvvisamente, come gli ultimi due discendenti di Valdemaro IV di Danimarca.
Cristoforò morì il 6 gennaio 1448 e il 28 ottobre 1449, Dorotea si risposò con Cristiano I. Re Cristoforo è sepolto nella Cattedrale di Roskilde. Nel 1654, la sua famiglia (i Wittelsbach) ritornarono al potere in Svezia.

## Ascendenza
|                                                |                                    |                                          | Genitori                                 |  |  | Nonni |  |  | Bisnonni                            |  |  | Trisnonni                       |  |
|                                                |                                    |                                          |                                          |  |  |       |  |  | Roberto II, conte palatino del Reno |  |  | Adolfo, conte palatino del Reno |  |
|                                                |                                    |                                          |                                          |  |  |       |  |  | Roberto II, conte palatino del Reno |  |  | Adolfo, conte palatino del Reno |  |
|                                                |                                    | Irmengarda di Öttingen                   |                                          |  |  |       |  |  | Roberto II, conte palatino del Reno |  |  |                                 |  |
| Roberto, re dei Romani                         |                                    |                                          |                                          |  |  |       |  |  | Roberto II, conte palatino del Reno |  |  |                                 |  |
|                                                |                                    | Beatrice di Sicilia                      | Pietro II, re di Sicilia                 |  |  |       |  |  |                                     |  |  |                                 |  |
|                                                |                                    | Beatrice di Sicilia                      | Pietro II, re di Sicilia                 |  |  |       |  |  |                                     |  |  |                                 |  |
|                                                |                                    | Beatrice di Sicilia                      | Elisabetta di Carinzia                   |  |  |       |  |  |                                     |  |  |                                 |  |
| Giovanni, conte palatino di Neumarkt           |                                    | Beatrice di Sicilia                      |                                          |  |  |       |  |  |                                     |  |  |                                 |  |
|                                                |                                    | Federico V, burgravio di Norimberga      | Giovanni II, burgravio di Norimberga     |  |  |       |  |  |                                     |  |  |                                 |  |
|                                                |                                    | Federico V, burgravio di Norimberga      | Giovanni II, burgravio di Norimberga     |  |  |       |  |  |                                     |  |  |                                 |  |
|                                                |                                    | Federico V, burgravio di Norimberga      | Elisabetta di Henneberg-Schleusingen     |  |  |       |  |  |                                     |  |  |                                 |  |
| Elisabetta di Norimberga                       |                                    | Federico V, burgravio di Norimberga      |                                          |  |  |       |  |  |                                     |  |  |                                 |  |
|                                                |                                    | Elisabetta di Meißen                     | Federico II, margravio di Meißen         |  |  |       |  |  |                                     |  |  |                                 |  |
|                                                |                                    | Elisabetta di Meißen                     | Federico II, margravio di Meißen         |  |  |       |  |  |                                     |  |  |                                 |  |
|                                                |                                    | Elisabetta di Meißen                     | Matilde di Baviera                       |  |  |       |  |  |                                     |  |  |                                 |  |
| Cristoforo, re di Danimarca, Svezia e Norvegia |                                    | Elisabetta di Meißen                     |                                          |  |  |       |  |  |                                     |  |  |                                 |  |
|                                                | Boghislao V, duca di Pomeria-Stolp | Vartislao IV, duca di Pomerania-Wolgast  |                                          |  |  |       |  |  |                                     |  |  |                                 |  |
|                                                | Boghislao V, duca di Pomeria-Stolp | Vartislao IV, duca di Pomerania-Wolgast  |                                          |  |  |       |  |  |                                     |  |  |                                 |  |
|                                                | Boghislao V, duca di Pomeria-Stolp | Elisabetta di Lindow-Ruppin              |                                          |  |  |       |  |  |                                     |  |  |                                 |  |
| Vartislao VII, duca di Pomerania-Stolp         | Boghislao V, duca di Pomeria-Stolp |                                          |                                          |  |  |       |  |  |                                     |  |  |                                 |  |
|                                                |                                    | Adelaide di Brunswick-Grubenhagen        | Ernesto I, duca di Brunswick-Grubenhagen |  |  |       |  |  |                                     |  |  |                                 |  |
|                                                |                                    | Adelaide di Brunswick-Grubenhagen        | Ernesto I, duca di Brunswick-Grubenhagen |  |  |       |  |  |                                     |  |  |                                 |  |
|                                                |                                    | Adelaide di Brunswick-Grubenhagen        | Adelaide di Everstein-Polle              |  |  |       |  |  |                                     |  |  |                                 |  |
| Caterina di Pomerania-Stolp                    |                                    | Adelaide di Brunswick-Grubenhagen        |                                          |  |  |       |  |  |                                     |  |  |                                 |  |
|                                                |                                    | Enrico III, duca di Meclemburgo-Schwerin | Alberto II, duca di Meclemburgo-Schwerin |  |  |       |  |  |                                     |  |  |                                 |  |
|                                                |                                    | Enrico III, duca di Meclemburgo-Schwerin | Alberto II, duca di Meclemburgo-Schwerin |  |  |       |  |  |                                     |  |  |                                 |  |
|                                                |                                    | Enrico III, duca di Meclemburgo-Schwerin | Eufemia di Svezia                        |  |  |       |  |  |                                     |  |  |                                 |  |
| Maria di Meclemburgo-Schwerin                  |                                    | Enrico III, duca di Meclemburgo-Schwerin |                                          |  |  |       |  |  |                                     |  |  |                                 |  |
|                                                |                                    | Ingeborg di Danimarca                    | Valdemaro IV, re di Danimarca            |  |  |       |  |  |                                     |  |  |                                 |  |
|                                                |                                    | Ingeborg di Danimarca                    | Valdemaro IV, re di Danimarca            |  |  |       |  |  |                                     |  |  |                                 |  |
|                                                |                                    | Ingeborg di Danimarca                    | Edvige di Schleswig                      |  |  |       |  |  |                                     |  |  |                                 |  |
|                                                |                                    | Ingeborg di Danimarca                    |                                          |  |  |       |  |  |                                     |  |  |                                 |  |